# Enciclopedia Británica
La Enciclopedia Británica (en latín: Encyclopædia Britannica) es una enciclopedia en inglés de conocimiento general, editada por Encyclopædia Britannica, Inc., una empresa privada. Los artículos de la Britannica están dirigidos a lectores adultos, y están escritos por un conjunto de 100 editores a tiempo completo y cerca de 4000 contribuyentes expertos,[cita requerida] que han incluido 110 ganadores del Premio Nobel y cinco presidentes de los Estados Unidos. Estos artículos son considerados generalmente precisos, fiables y bien redactados. Es ampliamente reconocida como la enciclopedia más erudita de todas las editadas en inglés.
La Britannica es la enciclopedia en inglés más antigua todavía en edición (aunque ya no se edite en papel). Su primera edición data entre 1768 y 1771, en Edimburgo, Escocia, y rápidamente obtuvo gran popularidad y tamaño, contando en su tercera edición en 1801 con 21 volúmenes. Su gran crecimiento ayudó a reclutar eminentes contribuyentes, por lo que la novena (1875-1889) y undécima edición (1911) fueron consideradas como las más famosas por su erudición y estilo literario. Empezando con la undécima edición, la Britannica gradualmente ha ido resumiendo y simplificando sus artículos para ampliar su mercado en Norteamérica. En 1933, se convirtió en la primera enciclopedia en adoptar una política de «revisiones continuas», en la cual la enciclopedia es continuamente reimpresa y cada artículo es actualizado con un programa regular.
El 13 de marzo de 2012, los editores de la Enciclopedia Británica anunciaron que dejaba de imprimirse en papel y que se centrarían en la edición web, que debutó en 1994.
La actual edición, la decimoquinta, tiene una estructura de tres partes únicas: una Micropædia de 12 volúmenes de artículos cortos (que generalmente contienen menos de 750 palabras), Macropædia de 17 volúmenes de artículos largos (que contienen entre 2 y 310 páginas) y una Propædia de un único volumen que proporciona un esquema jerárquico del conocimiento humano. La Micropædia está pensada para una búsqueda rápida de hechos, y es una guía para la Macropædia; a los lectores se les recomienda estudiar el esquema de la Propædia para entender el contexto de una materia y encontrar otros artículos más detallados.
El tamaño de la Britannica, a grandes rasgos, ha permanecido constante en los últimos setenta años, con cerca de 40 000 000 (cuarenta millones) de palabras en 500 000 (quinientos mil) temas. Aunque la publicación se realiza en Estados Unidos desde 1901, la enciclopedia ha mantenido su tradicional ortografía británica al escribir, por ejemplo, labour («trabajo») en lugar del término estadounidense labor.
En el transcurso de su historia, la Britannica ha tenido dificultades para cosechar beneficios económicos, un problema común entre muchas enciclopedias. Algunos artículos de ediciones pasadas han sido criticados por inexactitud, parcialidad, o por haber sido redactados por contribuyentes no suficientemente cualificados. Así mismo, la precisión de algunas partes de la edición vigente ha sido cuestionada; sin embargo, esas críticas han sido rechazadas por la administración de la enciclopedia.

## Historia

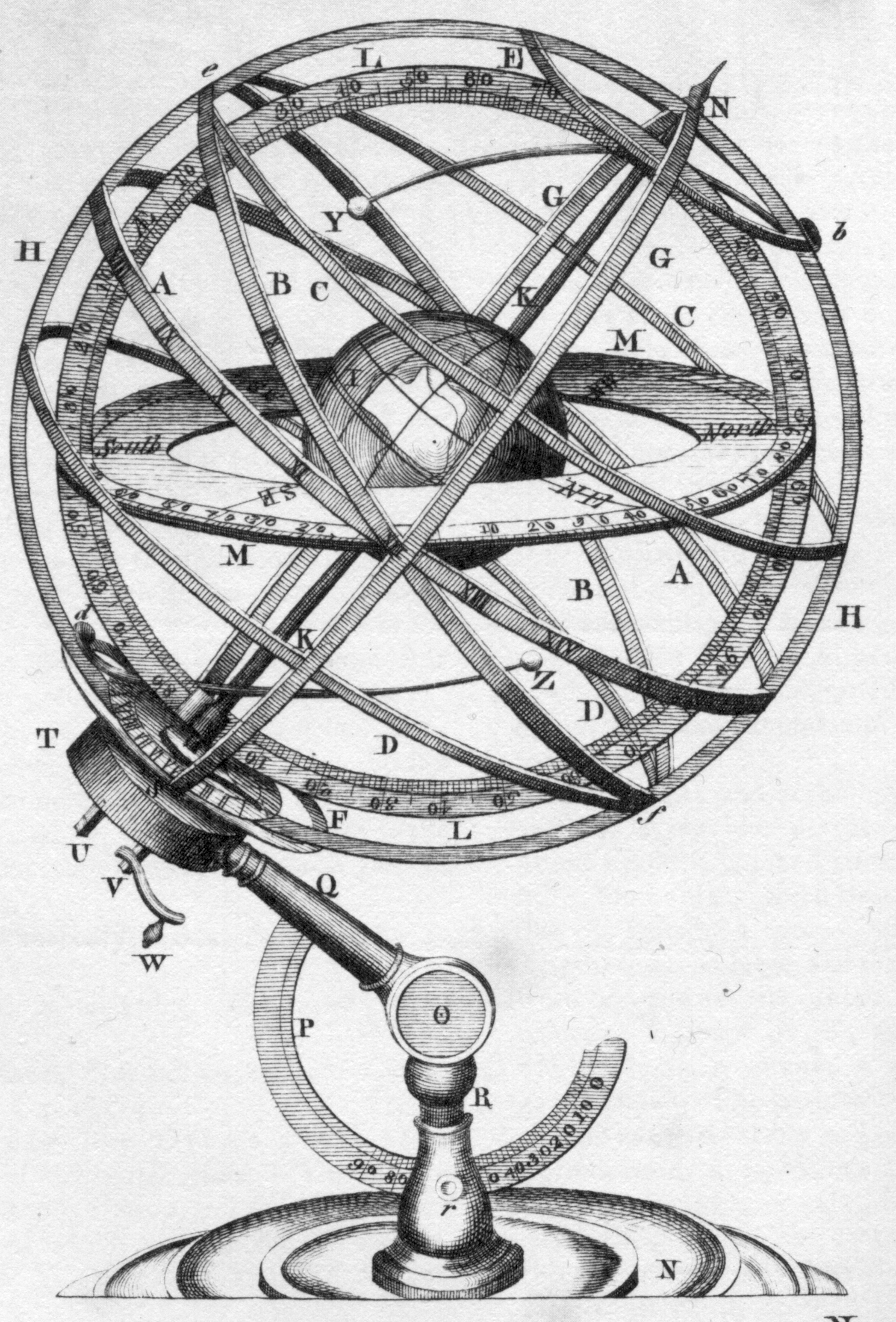
Uno de sus detallados dibujos:
La esfera armilar.

La Britannica ha cambiado de manos en numerosas ocasiones; entre los anteriores propietarios se encuentran la editorial escocesa A & C Black, Horace Everett Hooper, Sears Roebuck and Company y William Benton. El actual propietario de la empresa Encyclopaedia Britannica, Inc. es Jacqui Safra, un millonario y actor suizo. Los recientes avances en la tecnología de la información y el auge de enciclopedias electrónicas, tales como Microsoft Encarta (actualmente no se edita) e Internet, han reducido la demanda de enciclopedias impresas. Para seguir siendo competitivos, Encyclopædia Britannica, Inc., ha hecho énfasis en la reputación de la Britannica, reducido su precio y los costes de producción, y desarrollado versiones electrónicas en CD-ROM, DVD y en la Web. Desde principios de los años treinta, la empresa también ha promovido trabajos derivados como obras de referencia.
Producto de la ilustración escocesa, la Britannica fue publicada inicialmente en Edimburgo por Adam y Charles Black. A diferencia de la L'Encyclopédie (enciclopedia francesa), la Britannica era una publicación extremadamente conservadora. Las ediciones posteriores se dedicaron generalmente al monarca de turno. Para la octava y novena ediciones, su publicación se trasladó de Escocia a Londres y se asoció con el periódico The Times en los años 1870. En la undécima edición la publicación se asoció con la Universidad de Cambridge. La marca comercial y derechos de publicación fueron vendidos después de su undécima edición a Sears Roebuck and Company y se trasladó a Chicago (Estados Unidos), donde permanece. Su editor actual es Encyclopædia Britannica Inc.
Hacia el año 2004, la Britannica poseía 75 000 artículos con más de 44 000 000 (cuarenta y cuatro millones) de palabras. Cuenta con una plantilla de 19 editores y la colaboración de 4000 expertos. Se publica en papel (en 32 volúmenes, con un costo de $1400 dólares estadounidenses), aparece en Internet (con breves resúmenes de artículos visibles sin cargo y los textos completos disponibles por un precio de 10 dólares mensuales o 60 dólares anuales), y está disponible en CD-ROM o DVD-ROM (por 50 dólares). Actualmente, la 11.ª edición de la Encyclopædia Britannica, de 1911, se encuentra en dominio público.[cita requerida]
| Edición     | Publicación               | Tamaño            |
| ----------- | ------------------------- | ----------------- |
| 1.ª         | 1768-1771                 | 3 vol.            |
| 2.ª         | 1777-1784                 | 10 vol.           |
| 3.ª         | 1788-1797, 1801 sup.      | 18 vol. + 2 sup.  |
| 4.ª         | 1801-1809                 | 20 vol.           |
| 5.ª         | 1815                      | 20 vol.           |
| 6.ª         | 1820-1823, 1815-1824 sup. | 20 vol. + 2 sup.  |
| 7.ª         | 1830-1842                 | 21 vol.           |
| 8.ª         | 1852-1860                 | 21 vol. + index   |
| 9.ª         | 1870-1890                 | 24 vol. + index;  |
| 10.ª        | 1902-1903                 | 9.ª ed. + 9 sup;  |
| 11.ª        | 1910-1911                 | 29 vol.;          |
| 12.ª        | 1921-1922                 | 11.ª ed. + 3 sup. |
| 13.ª        | 1926                      | 11.ª ed.+ 6 sup.  |
| 14.ª        | 1929-1973                 | 24 vol.           |
| 15.ª        | 1974-1984                 | 28 vol.           |
| 15.ª (16.ª) | 1985-actualidad           | 32 vol.;          |

1. ↑  Los artículos destacados de la 9.ª ed. fueron descubrimientos recientes de la época, tales como la electricidad y el magnetismo.
2. ↑  La 10.ª ed. añadió un volumen de mapas y un índice.
3. ↑  La 11.ª ed. es considerada la edición clásica de la Encyclopædia Britannica y está disponible en dominio público.
4. ↑  La primera edición en CD-ROM fue lanzada en 1994.

### Ediciones

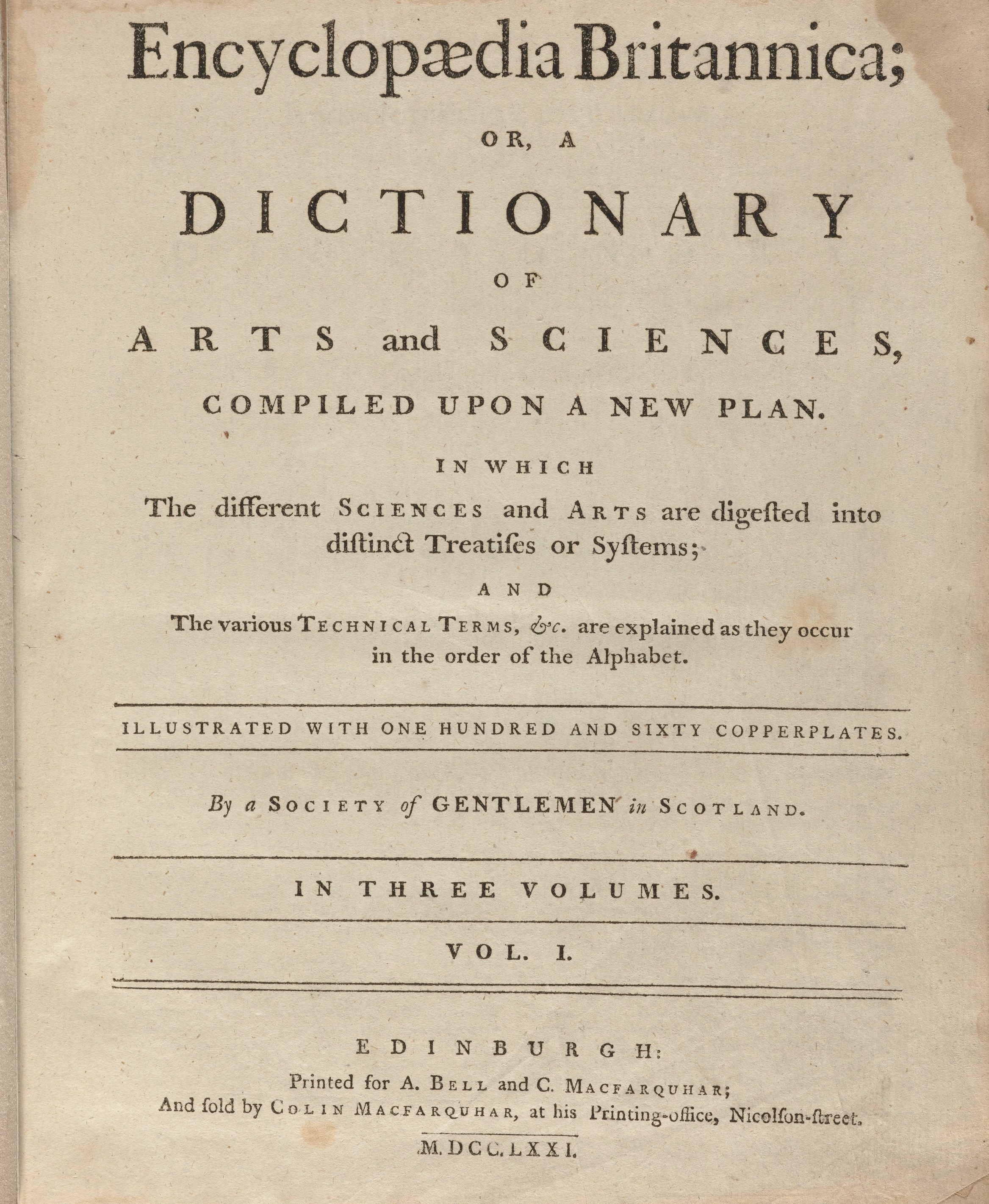
Frontispício de la primera edición de la Encyclopædia Britannica.

La Britannica se ha publicado en 15 ediciones oficiales, con varios volúmenes complementarios desde la 3.ª y 5.ª edición (véase el cuadro más abajo). Para ser exactos, la 10.ª edición es solo un complemento de la 9.ª edición, al igual que la 12.ª y 13.ª edición se complementan con la 11.ª edición. La 15.ª edición se sometió a una masiva reorganización en 1985, pero la versión actualizada es todavía conocida como la 15.ª edición.
A lo largo de su historia, la Británica ha tenido dos objetivos: ser un excelente libro de referencia y proporcionar material didáctico para aquellos que desean estudiar. En 1974, la 15.ª edición adoptó un tercer objetivo: el de sistematizar todos los conocimientos humanos. La historia de Britannica se puede dividir en cinco grandes eras, marcadas por grandes cambios en la gestión o reorganización de la enciclopedia.

#### Primera era
En la primera era (1.ª-6.ª edición, 1768-1826), la Britannica fue administrada por sus fundadores originales, Colin Macfarquhar y Andrew Bell, y, por algunas de sus amistades tales como Thomas Bonar, George Gleig y Archibald Constable. La Britannica fue publicada por primera vez entre 1768 y 1771 en Edimburgo como la Encyclopædia Britannica, o, un diccionario de artes y ciencias, compilado en un nuevo plan. Fue vista como una reacción y una provocación a la Encyclopédie francesa de Denis Diderot (publicada entre 1751-1766), que a su vez se había inspirado en la inglesa Cyclopaedia (Diccionario Universal de las Artes y las Ciencias). Britannica fue principalmente una empresa escocesa, simbolizada por un cardo como logo, emblema floral de Escocia. El fundador de la enciclopedia fue uno de los más famosos representantes de la Ilustración escocesa. En esta era, Britannica pasó de ser un conjunto de tres volúmenes (1.ª edición) elaborado por un joven editor William Smellie a 20 volúmenes escritos por numerosas personalidades. Aunque varias otras enciclopedias, como Rees's Cyclopaedia y la Encyclopaedia Metropolitana de Coleridge, compitieron con la Britannica, estos competidores se fueron a la quiebra o dejaron de publicar debido a desacuerdos entre sus editores. Al final de esta era, la Britannica había creado una red de colaboradores ilustres, principalmente a través de amistades personales con los editores, en particular, Constable y Gleig.

#### Segunda era

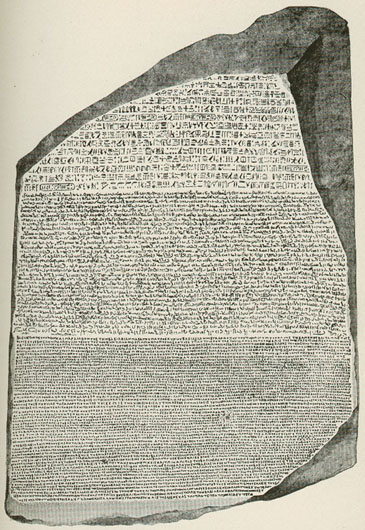
Las ediciones de mitad del siglo XIX de la Enciclopedia Británica incluían investigaciones seminales como la del artículo sobre Egipto de Thomas Young, que incluía la traducción de los jeroglíficos en la Piedra de Rosetta.

Durante la segunda era (7.ª-9.ª ediciones, 1827-1901), la Britannica fue administrada por la editorial de Edimburgo, A & C Black. Aunque algunos colaboradores fueron reclutados por amistad personal con los redactores jefe, más notablemente Macvey Napier, otros fueron a la Britannica por su creciente reputación. A menudo los colaboradores venían de otros países e incluían a las más respetadas autoridades del mundo en sus respectivos campos. Un índice general fue incluido por primera vez en la 7.ª edición, una práctica mantenida hasta 1974. El primer redactor jefe inglés fue Thomas Spencer Baynes, quien supervisó la producción de la famosa 9.ª edición; comúnmente llamada Scholar's Edition "(Edición erudita)" por ser la edición de la Britannica más dirigida al público estudiantil. Sin embargo, a finales del siglo XIX, la 9.ª edición estaba desactualizada y la Britannica confrontaba serios problemas económicos.

#### Tercera era
En la tercera era (10.ª-14.ª ediciones, 1901-1973), la Britannica estuvo bajo administración de empresarios estadounidenses, quienes introdujeron una agresiva estrategia de expansión, sirviéndose del marketing y de ventas por correo, para de esa forma intentar incrementar las ganancias y la rentabilidad del producto. También simplificaron los artículos de la Britannica, disminuyendo su contenido pero volviéndola más comprensible al público en general. La 10.ª edición fue producida rápidamente como un suplemento a la 9.ª, pero la edición que es reconocida por su excelencia es la 11.ª; su propietario Horace Hooper, destinó un enorme esfuerzo para perfeccionar tal edición. Cuando Hooper y la Britannica cayeron en dificultades financieras, la Britannica pasó a manos de Sears Roebuck durante 18 años (1920-1923, 1928-1943). En 1932, el vicepresidente de la cadena Sears, Elkan Harrison Powell, asumió la presidencia de la Britannica; en 1936, empezó una política de revisión continua (todavía practicada en la actualidad), en donde cada artículo es revisado y actualizado al menos dos veces cada década. Esta estrategia contrasta con la práctica anterior, donde los artículos no cambiaban hasta que fuera producida una nueva edición, aproximadamente cada 25 años; incluso había artículos que se copiaban sin cambios desde ediciones previas. Powell desarrolló agresivamente proyectos educacionales para mejorar la reputación de la Britannica en Estados Unidos. En 1943, la presidencia pasó a William Benton, quien administró la Britannica hasta su muerte en 1973. Benton también creó la Fundación Benton, la cual estuvo al mando de la Britannica hasta 1996. En 1968 la Britannica celebró su bicentenario.

#### Cuarta era

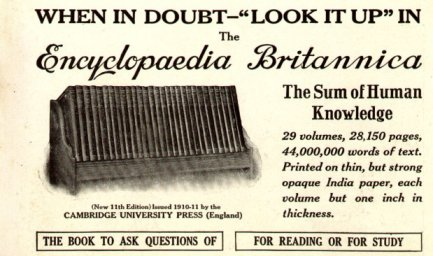
Anuncio de la 11.ª edición, en Estados Unidos en mayo de 1913, en la revista National Geographic.

En la cuarta era (15.ª edición, 1974-1994), la Britannica introdujo su 15.ª edición, la cual fue reorganizada en tres partes: la Micropædia, la Macropædia y la Propædia. Bajo la influencia de Mortimer Adler (miembro del comité de redacción de la Encyclopædia Britannica desde 1949, y su jefe desde 1974, así como director de planeación editorial de la decimoquinta edición de la Britannica desde 1965), la Britannica empezó a buscar ser no solamente una referencia y herramienta educacional, sino también a sistematizar todo el conocimiento humano. La ausencia de un índice separado y la agrupación de artículos en dos enciclopedias paralelas (la Micro- y Macropædia) provocó una tormenta de críticas a la 15.ª edición inicial.
En respuesta, la 15.ª edición fue completamente reorganizada e indexada para un relanzamiento en 1985. Esta segunda versión de la 15.ª edición continúa siendo publicada y revisada; la última versión es la de 2010. El título oficial de la 15.ª edición es New Encyclopædia Britannica ("la nueva Encyclopædia Britannica"), aunque también ha sido llamada Britannica 3.

#### Quinta era
En la quinta era (1994-presente), se inició el desarrollo de versiones digitales de la Britannica las cuales son distribuidas a través de discos ópticos y a través de Internet. En 1996, la Britannica fue comprada a la Fundación Benton por Jacqui Safra, a un precio mucho menor al estimado, debido a las dificultades económicas de la compañía. La Encyclopædia Britannica, Inc. se dividió en 1999. Una parte retuvo el nombre de la compañía y siguió desarrollando la versión tradicional (impresa); la otra parte, Britannica.com Inc., desarrolló las versiones digitales. Desde 2001, estas dos compañías han compartido un solo director ejecutivo, que originalmente fue Ilan Yeshua, quien ha continuado la estrategia de Powell para el crecimiento de la Britannica introduciendo nuevos productos bajo la marca Britannica. En marzo de 2012 anunció el fin de la edición de papel quedando solo la edición digital.

### Dedicatorias
La Britannica fue dedicada al monarca de Gran Bretaña reinante desde 1788 hasta 1901 y luego, debido a su venta a una sociedad norteamericana, al monarca británico y al presidente de los Estados Unidos. Consecuentemente, la decimoprimera edición es «dedicada con permiso a Su majestad Jorge V, rey de Gran Bretaña e Irlanda y los dominios británicos de ultramar, Emperador de India, y a William Howard Taft, presidente de los Estados Unidos de América». El orden de las dos dedicaciones ha ido cambiando junto con el poder relativo entre el presidente de los Estados Unidos y el monarca de Gran Bretaña, y con las ventas de "Britannica" en estos países; la versión de 1954 de la decimocuarta edición es Dedicada con permiso a los jefes de estado de los dos pueblos de lengua inglesa, Dwight David Eisenhower, presidente de los Estados Unidos de América, y Su Majestad, Reina Isabel Segunda. Continuando con la tradición, la versión 2007 de la decimoquinta edición es «Dedicada con permiso al actual Presidente de los Estados Unidos de América, George W. Bush, y a Su Majestad Reina Isabel Segunda».

## Crítica y valoración popular

### Reputación

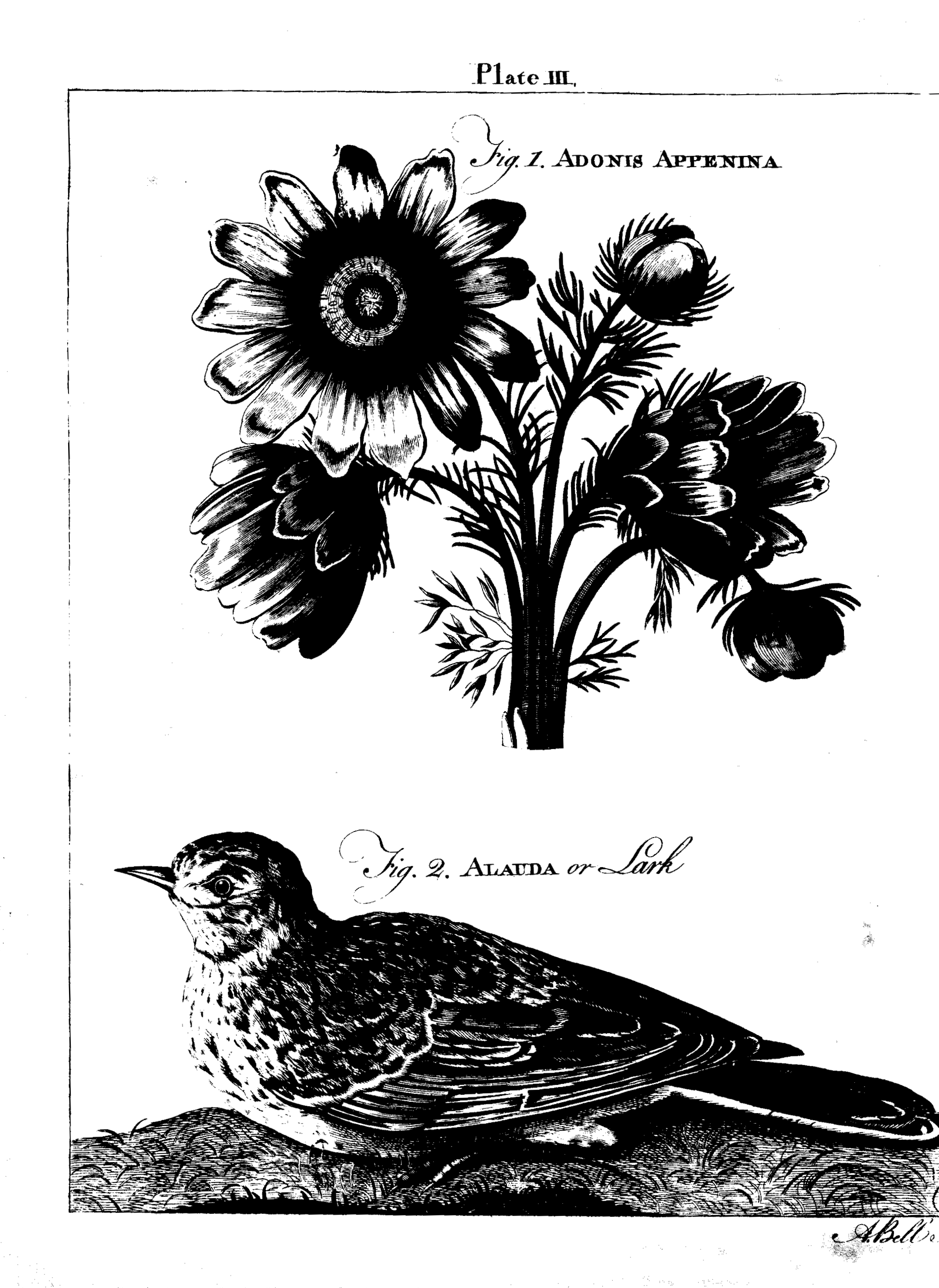
Un grabado por Andrew Bell de la primera edición.

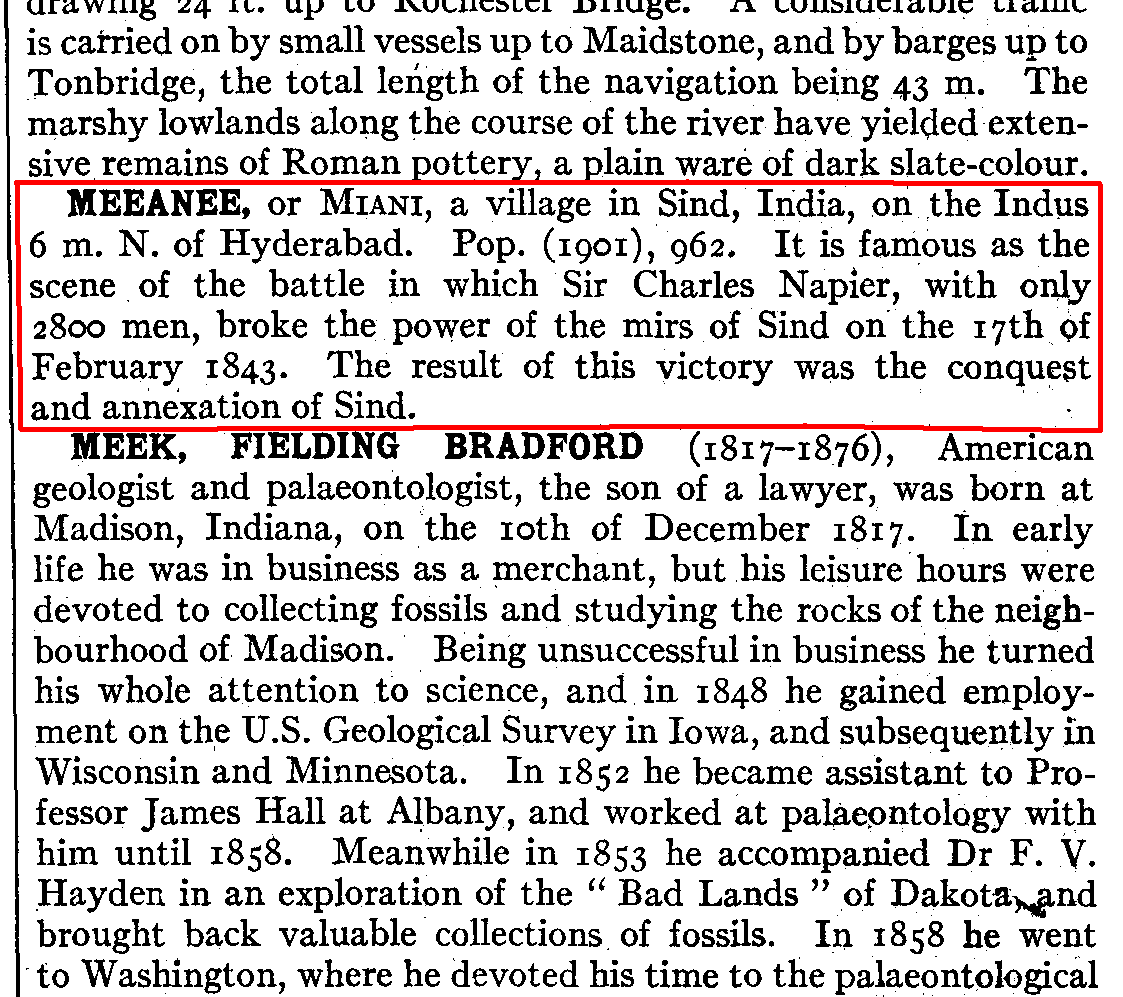
Esbozo en la Enciclopedia Británica.

Desde la tercera edición, la Britannica ha recibido una reputación de excelencia. Varias ediciones, desde la tercera a la novena, fueron copiadas y vendidas sin autorización en los Estados Unidos dando comienzo a la Dobson's Encyclopædia (la cual consistía prácticamente en una copia de la tercera edición de la enciclopedia “Britannica”, con un estilo más patriótico, adaptado para lectores americanos). Para el lanzamiento de la decimocuarta edición, la revista Time honró a la Britannica llamándola "Patriarca de la Biblioteca". En un anuncio relacionado, el naturalista William Beebe era citado diciendo que la Britannica estaba más allá de la comparación porque no hay competidor. Se pueden encontrar varias referencias a la Britannica a lo largo de la literatura inglesa, la más notable en una de las historias de Sherlock Holmes favoritas de Arthur Conan Doyle, "La Liga de los Pelirrojos". Esta historia fue destacada por el Lord Mayor de Londres, Gilbert Inglefield, durante el bicentenario de la Britannica.
La Britannica tiene la reputación de resumir todo el conocimiento humano. Para expandir su educación, muchos se han dedicado a leer la Britannica por completo, empleando entre tres y veintidós años para lograrlo. Cuando Fat'h Ali se convirtió en el Shah de Persia en 1797, le regalaron un set completo de la tercera edición de la Britannica, la cual leyó completamente en tres años; tras esta hazaña, extendió su título de realeza agregándole "El Más Formidable Señor Y Maestro de la Encyclopædia Britannica". El escritor George Bernard Shaw afirmó haber leído completamente la novena edición-exceptuando los artículos científicos-, Richard Evelyn Byrd tomó a la Britannica como material de lectura para su estadía de cinco meses en el Polo Sur en 1934, mientras Philip Beaver la leyó durante una expedición marina. Más recientemente, A.J. Jacobs, un editor de la revista Esquire, leyó por completo la versión 2002 de la decimoquinta edición, describiendo sus experiencias en el bien acogido libro de 2004 The Know-It-All: One Man's Humble Quest to Become the Smartest Person in the World. Solo se sabe de dos personas que hayan leído dos ediciones independientes: el autor C. S. Forester y Amos Urban Shirk, un empresario estadounidense, quien leyó la decimoprimera y decimocuarta edición, dedicando tres horas por noche durante cuatro años y medio para leer la decimoprimera. Probablemente varios redactores jefe de la Britannica han leído sus ediciones completamente, como William Smellie (1.ª edición), William Robertson Smith (9.ª edición), y Walter Yust (14.ª edición).

### Premios
La Britannica continúa siendo galardonada en la actualidad. La Britannica online ganó el Premio Codie por "El mejor servicio de información on-line al consumidor"; este premio es otorgado por la Software and Information Industry Association en reconocimiento a los mejores productos dentro de la categoría de software. En 2006 la Britannica fue nuevamente finalista. Igualmente la edición CD/DVD-ROM de la Britannica recibió en 2004 el "Distinguished Achievement Award de la Association of Educational Publishers", y el premio Codie en 2000, 2001 y 2002.

### Cobertura de temas
Como enciclopedia general, la Britannica busca describir el rango más amplio de temas posible. Los temas son escogidos para su referencia en la Propædia Outline of Knowledge (‘Esquema del Conocimiento’). El porcentaje de artículos dedicados a los principales temas está distribuido así (Macropædia):
- Geografía (26 %)
- Biografías (14 %)
- Biología y medicina (11 %)
- Literatura (7 %)
- Física y astronomía (6 %)
- Religión (5 %)
- Arte (4 %)
- Filosofía occidental (4 %)
- Leyes (3 %).[1]

Un estudio complementario determinó que en la Micropædia los artículos de geografía suponían el 25 % de los artículos, ciencia el 18 %, ciencias sociales el 17 %, biografías el 17 %, y todas las demás humanidades el 25 % restante. En 1992, un revisor juzgó que el "alcance, la profundidad, y la catolicidad de la cobertura de la Britannica es insuperable por cualquier otra enciclopedia."
La Britannica no detalla los temas similares de forma equivalente; por ejemplo, el budismo y la mayor parte de las demás religiones están conjugadas en un solo artículo de la Macropædia, cuando existen 14 artículos dedicados al cristianismo, que componen cerca de la mitad de los artículos sobre religión. La Britannica recoge 50.479 biografías, de las cuales 5.999 son de mujeres; un 11,87% de las biografías son de ciudadanos británicos y un 25,51% estadounidenses. Sin embargo, la Britannica ha sido elogiada como la menos parcial de las enciclopedias comercializadas en occidente y elogiada por sus biografías sobre mujeres importantes de todas las épocas.

Se puede afirmar sin miedo a contradecirse que la 15.ª edición de la Britannica otorga a los desarrollos culturales, sociales y científicos no occidentales más atención que cualquier enciclopedia general en idioma inglés actualmente en el mercado.
Kenneth Kister, Kister's Best Encyclopedias (1994)

### Críticas
La Britannica también ha recibido críticas, especialmente cuando sus ediciones iban quedando desactualizadas. Debido a los costes económicos a la hora de producir una edición completamente nueva de la Britannica, sus editores generalmente demoran la actualización el mayor tiempo posible, siempre y cuando sea económicamente viable (usualmente veinticinco años). A pesar de la política de revisión continua, la decimocuarta edición se había vuelto muy desactualizada en treinta y cinco años (1929-1964). Cuando el físico estadounidense Harvey Einbinder detalló sus faltas en su libro de 1964, The Myth of the Britannica, la enciclopedia decidió lanzar la decimoquinta edición, la cual requirió de diez años de trabajo. Es difícil mantener a la Britannica actualizada; un crítico reciente escribió, “No es difícil encontrar artículos desactualizados o que necesitan revisión”, resaltando que los artículos más largos de la Macropædia probablemente están más desactualizados que los más cortos de la Micropædia. La información en la Micropædia es a veces inconsistente con respecto a los artículos de la Macropædia, debido a la falta de actualización en alguno de los dos. Las bibliografías de los artículos de la Macropædia han sido criticados por estar más desactualizados que los artículos mismos.

#### Sesgo
Diferentes autoridades que van desde Virginia Woolf hasta profesores académicos criticaron la 11.ª edición de la Británica por tener opiniones burguesas y arcaicas sobre el arte, la literatura y las ciencias sociales. Por ejemplo, se la recriminó no tratar el trabajo de Sigmund Freud. Un profesor contemporáneo de la Universidad Cornell, Edward B. Titchener, escribió en 1912, "la nueva Britannica no reproduce la atmósfera psicológica de su día y generación [..] A pesar del halo de autoridad y de los controles del personal, la mayor parte de los artículos secundarios de psicología general no está adaptados a los requisitos del lector inteligente."

#### Decisiones editoriales
A la Britannica se la crítica ocasionalmente por las decisiones tomadas por sus editores. Debido a su tamaño aproximadamente constante, la enciclopedia ha necesitado reducir o eliminar alguno de sus temas para acomodar otros, tomando algunas decisiones controvertidas. La versión inicial de la decimoquinta edición (1974-1985) fue reprochada por haber reducido drásticamente o eliminado su cobertura de literatura infantil, condecoraciones militares, y al poeta francés Joachim du Bellay; también se denunciaron otros errores editoriales, como la inconsistente ordenación de las biografías japonesas. La eliminación del índice fue condenada, como lo fue la división aparentemente arbitraria de artículos entre la Micropædia y la Macropædia. Resumiendo, un crítico llamó a la decimoprimera edición inicial como un fallo con matices… a la que le importa más jugar con su formato que preservar la información. Más recientemente, los revisores de la American Library Association se sorprendieron al encontrar que la mayoría de los artículos de educación fueron eliminados de la Macropædia de 1992, junto con el artículo sobre psicología.
Algunos contribuyentes de la Britannica se equivocan ocasionalmente, o no son científicos. Un caso notorio en los primeros años de la Britannica fue el rechazo de la teoría de la gravitación universal de Newton por parte de George Gleig, el redactor jefe de la 3.ª edición (1788-1797), quien escribió que la gravedad era causada por el elemento fuego. Sin embargo, la Britannica, ha defendido el acercamiento científico a temas emotivos, como hizo William Robertson Smith en sus artículos sobre religiones en la novena edición, particularmente afirmando que la Biblia no era históricamente exacta (1875).

#### Racismo y discriminación de género en ediciones previas
Los críticos han acusado a ediciones pasadas de la Britannica de presentar racismo y sexismo. La decimoprimera edición de 1911 describe al Ku Klux Klan como protector de la raza blanca y con un papel restablecedor del orden en el sur de Estados Unidos tras la guerra civil estadounidense, citando la necesidad de controlar a la raza negra, para impedir cualquier mezcla de razas y la frecuente ocurrencia de violaciones por parte de hombres negros a mujeres blancas. De igual manera, el artículo sobre «Civilización» argumenta a favor de la eugenesia, comenzando con que es irracional propagar los niveles bajos de inteligencia, incrementar las filas de los pobres, discapacitados y criminales… que hoy constituyen un obstáculo tan amenazador al progreso racial. La decimoprimera edición no tiene biografía de Marie Curie, a pesar de que ella ganó el Premio Nobel de Física en 1903 y el Premio Nobel de Química en 1911 (el mismo año de la publicación), aunque se la menciona brevemente en la biografía de su esposo Pierre Curie.

#### Inexactitud
En 1912 el matemático Louis Charles Karpinski criticó a la edición de 1911 por sus inexactitudes en sus artículos sobre historia de la matemática, ninguno de los cuales había sido escrito por especialistas en la materia. En 1917, el crítico Willard Huntington Wright publicó un libro, Misinforming a Nation ("Desinformando a una nación"), que resaltaba las inexactitudes y el sesgo inglés de la decimoprimera edición, particularmente de los artículos de humanidades. Muchas de las críticas de Wright fueron arregladas en ediciones posteriores de la Britannica. Sin embargo, su libro fue denunciado como polémico por sus contemporáneos; por ejemplo, el New York Times escribió "rencor y poca templanza... impregna el libro", mientras el New Republic opinó: "es desafortunado para el propósito rencoroso del Sr. Wright que procediera con un espíritu acientífico y dando tan poca justificación objetiva de sus críticas." Otro crítico, el editor inglés y exsacerdote Joseph McCabe alegó, en su libro Lies and fallacies of the Encyclopaedia Britannica (‘Mentiras y falacias de la Encyclopaedia Britannica’, 1947) que luego de la 11.ª edición la Britannica fue censurada bajo presión de la Iglesia católica.
La Britannica siempre ha reconocido que los errores son inevitables en una enciclopedia. Hablando de su 3.ª edición (1788-1797), su redactor jefe George Gleig escribió la perfección parece ser incompatible con la naturaleza de los trabajos construidos bajo tal plan, y que abarca tal variedad de temas. Más recientemente (en marzo de 2006), la Britannica escribió no queremos dar a entender que Britannica esté libre de errores; nunca hemos hecho tal afirmación. 

Respecto a los errores en general, ya caigan bajo la denominación de mentales, tipográficos, o accidentales, somos conscientes de haber sido capaces de señalar un número más grande que cualquier crítico. Los hombres que conozcan las innumerables dificultades de estar en la ejecución de un trabajo de tan extensa naturaleza harán las concesiones adecuadas. A estos apelamos, y quedaremos satisfechos con el juicio que pronuncien.
William Smellie, en el Prefacio a la 1a edición de la Encyclopædia Britannica

## Estado actual

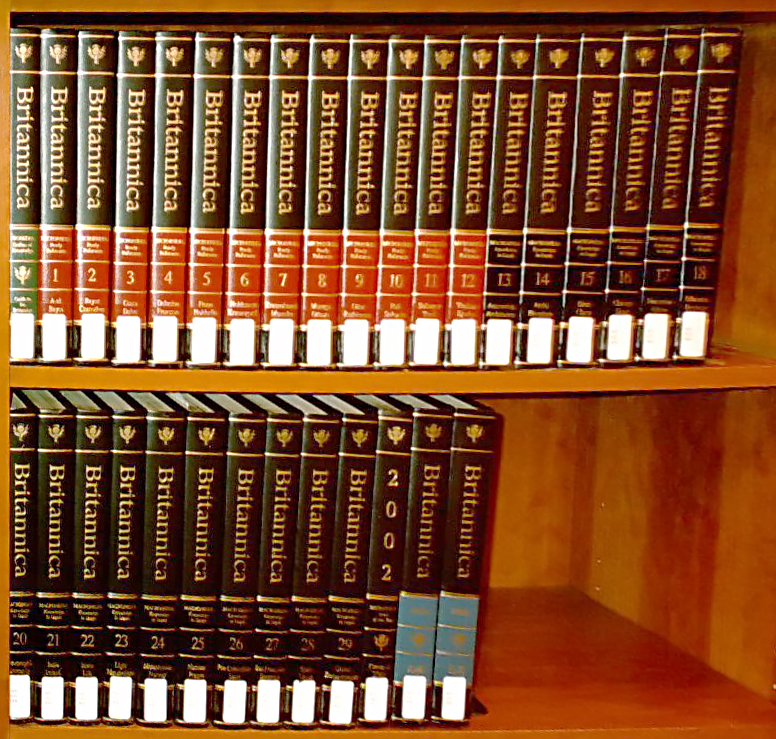
15.ª edición de la Britannica. El volumen inicial con la cubierta verde es la Propædia; los volúmenes con cubiertas rojas y negras son de la Micropædia y la Macropædia, respectivamente. Los últimos tres volúmenes son: El libro del año 2002 (cubierta negra) y dos volúmenes de índice (cubierta cian).

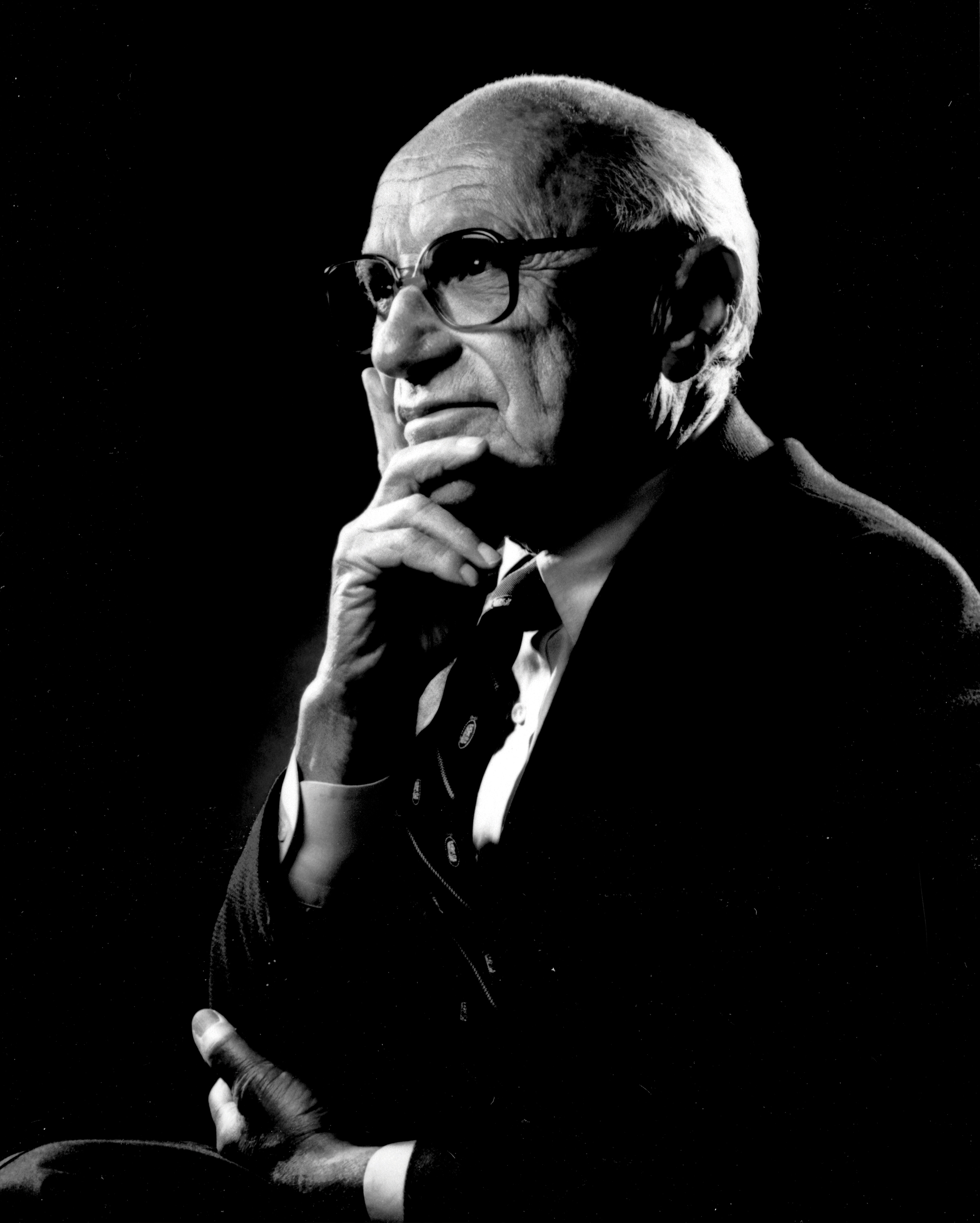
La edición de 2007 incorporó las colaboraciones del premio Nobel de economía Milton Friedman.

### Versión impresa 2007
Desde 1985, Britannica está estructurada en cuatro partes: la Micropædia, la Macropædia, la Propædia y un índice en dos volúmenes. Los artículos propiamente dichos se encuentran en la Micro y la Macropædia, abarcando 12 y 17 volúmenes respectivamente, teniendo cada uno de los volúmenes alrededor de mil páginas. La Macropædia de la edición de 2007 desarrolla 699 artículos en profundidad, extendiéndose cada uno de ellos entre 2 y 310 páginas, junto con las referencias y el nombre de los colaboradores. En cambio, la Micropædia consta de aproximadamente 65 000 artículos, la inmensa mayoría (sobre el 97 %) con menos de 750 palabras, y no contienen ni referencias ni el nombre de los colaboradores. Los artículos de la Micropædia tienen como función ser utilizados para una rápida comprobación de hechos y para la ayuda en la búsqueda de más información a través de la Macropædia. Los artículos de la Macropædia se suponen fidedignos y un almacén de información no cubierta en ningún otro sitio. El artículo más extenso (310 páginas) es el de Estados Unidos, y resultó de la unión de cada uno de los artículos de los diferentes estados.
Los contenidos y la información de la Britannica se puede encontrar siguiendo las referencias cruzadas existentes tanto en la Micropædia como en la Macropædia; sin embargo, estas son escasas, habiendo como promedio solo una por página. De ahí que a los lectores de la enciclopedia se les recomiende consultar en su lugar el índice alfabético o la Propædia, que organiza la enciclopedia Britannica por temas.
El núcleo de la Propædia es su «Esquema del Conocimiento» que pretende dar un marco lógico de todo el conocimiento humano. Como consecuencia, este «Esquema» es consultado por los editores de Britannica para decidir qué artículos deben ser incluidos en la enciclopedia. El esquema tiene también la intención de ser una guía de estudio, poner los temas en una perspectiva adecuada y sugerir un listado de artículos para aquellas personas que deseen estudiar un tema en profundidad. Sin embargo, las bibliotecas afirman que se usa poco, y hay incluso críticos que han recomendado su exclusión de la enciclopedia. La Propædia también contiene transparencias a color de la anatomía humana y numerosos apéndices enumerando a los miembros del personal, asesores y colaboradores de las tres partes de la enciclopedia.
Juntas, la Micropædia y la Macropædia contienen hasta 40 000 000 (cuarenta millones) de palabras y 24 000 imágenes. El índice en dos volúmenes tiene 2350 páginas listando los 228 274 temas cubiertos por la Britannica y las 474 675 subentradas bajo esos temas.
La enciclopedia normalmente utiliza inglés británico en lugar de inglés estadounidense. Por ejemplo, usa colour y no color ("color" en castellano), centre y no center ("centro" en castellano) y encyclopaedia pero no encyclopedia ("enciclopedia" en castellano); sin embargo, en algunas ocasiones no es así, como por ejemplo en defense en lugar de defence ("defensa" en castellano). A pesar de todo ello, en las entradas se proporcionan referencias a los deletreos alternativos comunes de la palabra, del tipo «Color: see Colour».
Desde 1936, los artículos de la Encyclopædia Britannica se revisan regularmente, siendo como mínimo el 10 % del total de ellos revisado cada año. De acuerdo con la página web de Britannica en 2007, el 46 % de sus artículos habían sido revisados en los últimos tres años; sin embargo, de acuerdo con otra página web sobre la misma enciclopedia solo lo habían sido el 35 %.
El orden alfabético de los artículos contenidos en la enciclopedia sigue reglas estrictas. Se ignoran tanto signos diacríticos como letras no existentes en el alfabeto inglés, las entradas numéricas se ordenan como si el número estuviese escrito (la entrada «1812, War of» habría que buscarla como si buscásemos «Eighteen-twelve, War of»). Los artículos con nombre idéntico están ordenados primero si hacen mención a personas, luego a lugares y por último a cosas. Los gobernantes con mismo nombre están organizados primero alfabéticamente por país y luego por cronología. Así, Charles III of France (Carlos III de Francia), va antes que Charles I of England (Carlos I de Inglaterra), ya que este último está listado como rey de Reino Unido e Irlanda, Great Britain and Ireland en inglés, que es alfabéticamente posterior a France (‘Francia’ en español). De la misma manera, los lugares que comparten denominación están organizados alfabéticamente por país y sucesivamente por divisiones territoriales cada vez menores.

### Material impreso relacionado
Existen numerosas versiones abreviadas de la enciclopedia Britannica. La más importante de todas ellas es la Britannica Concise Encyclopædia que consta de un solo volumen y contiene 28 000 artículos cortos condensando los 32 volúmenes de la Encyclopædia Britannica original.
Compton's by Britannica, publicada por primera vez en 2007, parte de la antigua Compton's Encyclopedia cuyos derechos de publicación fueron adquiridos en esa fecha por Encyclopædia Britannica, y está dirigida a adolescentes de entre diez y diecisiete años, y consta de veintiséis volúmenes y 11 000 páginas.
Una enciclopedia para niños, Children's Britannica, fue publicada por la oficina de Londres en 1960, su editor fue John Armitage y estaba dedicada al príncipe de Gales, que por aquel entonces contaba con 12 años de edad. Los colaboradores fueron en su gran mayoría británicos y los asesores editoriales fueron "El Director, personal y estudiantes de la Escuela de Primaria William Austin, en Luton, Bedfordshire".
También existen My First Britannica orientada a edades entre 6 y 12 años y Britannica Discovery Library para entre 3 y 6 (publicada entre 1974 y 1991).
Desde 1938, la empresa Encyclopædia Britannica, Inc. publica anualmente un libro con los hechos más destacados del año anterior. Además, son accesibles en Internet las publicaciones desde la edición de 1994. La compañía también publica numerosos trabajos especializados tales como Shakespeare: The Essential Guide to the Life and Works of the Bard (Wiley, 2006).
La Editorial Carenzo (Chile), ha lanzado una versión promocional de la Britannica Concise Encyclopædia en castellano para América Latina. Esta edición está autorizada por Encyclopædia Britannica Inc. (estando basada en su menor pero también notable Enciclopedia Hispánica), y según la misma editorial cumple con los mismos estándares de calidad que la edición inglesa de la Enciclopedia Británica, ya que esta edición en español habría sido revisada por los mismos editores de la edición en inglés de la Enciclopedia Británica.[cita requerida]
Esta colección promocional consta de 20 tomos, con alrededor de 24 000 entradas y 4800 fotografías, características similares a la Britannica Concise Encyclopædia. En Chile esta colección es ofrecida junto al periódico El Mercurio. Otro tanto ocurre en el Perú, donde se oferta una edición semejante junto con el diario El Comercio. En Paraguay esta edición promocional es distribuida con el diario La Nación.[cita requerida]

### Otras versiones en soporte digital, internet y telefonía móvil

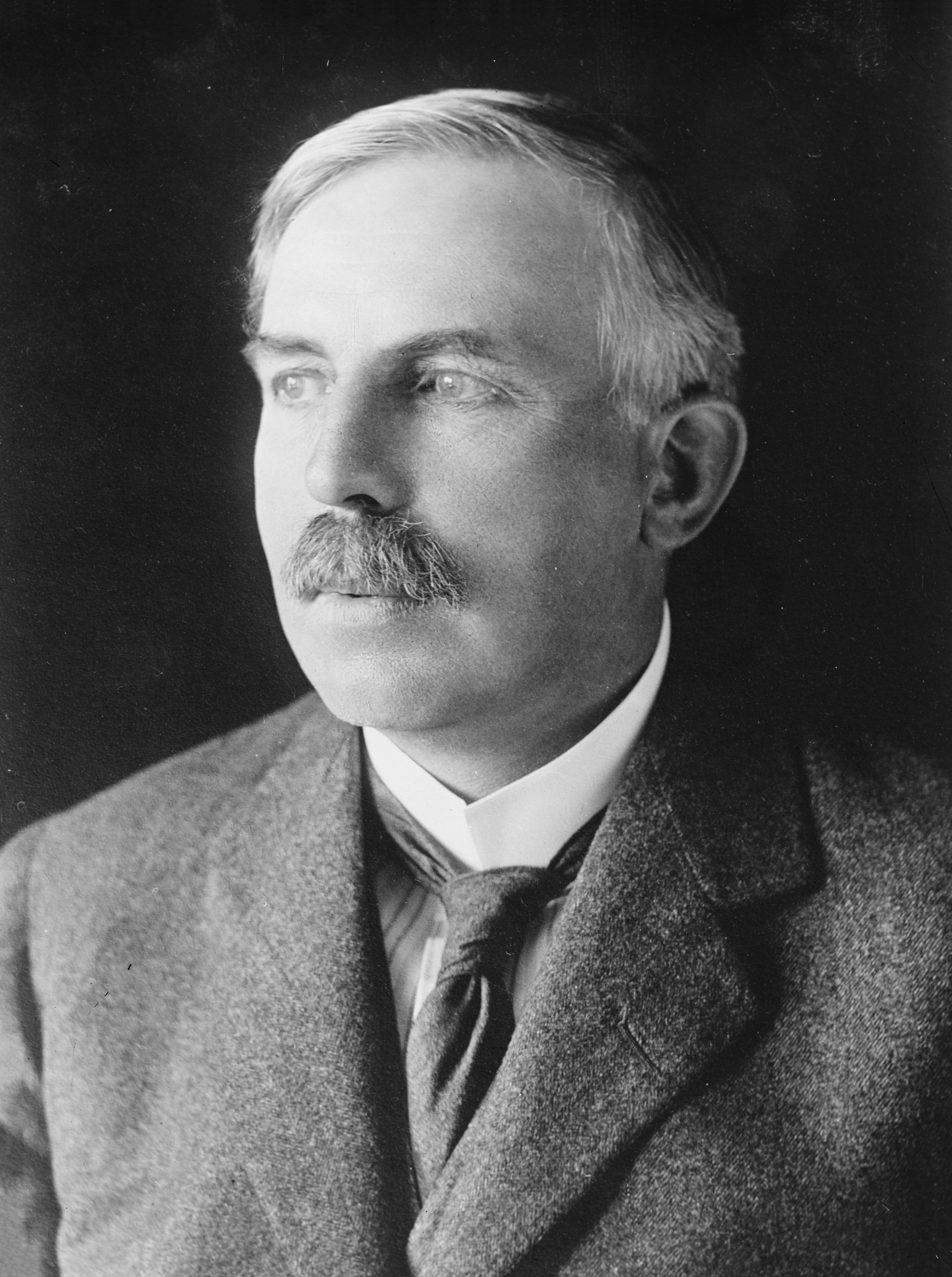
El físico, químico y Premio Nobel Ernest Rutherford participó en la elaboración de la 11.ª edición

Britannica Ultimate Reference Suite 2006 DVD contiene más de 55 000 000 (cincuenta y cinco millones) de palabras y algo más de 100 000 artículos. Esto incluye 73 645 artículos de la Britannica clásica, mientras que el resto fue obtenido de la Britannica Student Encyclopædia, la Britannica Elementary Encyclopædia y la Britannica Book of the Year (1993-2004), además de unos pocos artículos "clásicos" de ediciones anteriores de la enciclopedia. El DVD contiene también un abanico de contenidos complementarios como mapas, videos, cortes de audio, animaciones y enlaces web. También incluye herramientas de estudio, diccionario y entradas del Tesauro del Merriam-Webster.
Encyclopædia Britannica Online es una página web con más de 120 000 artículos actualizados regularmente. Tiene artículos diarios, actualizaciones y enlaces al periódico en línea The New York Times y a la página web de la BBC. Existen subscripciones semanales, mensuales y anuales. Además, también hay disponibles suscripciones especiales que se ofrecen a escuelas, institutos y bibliotecas. Este tipo de subscripciones institucionales suponen una parte importante del negocio de la Enciclopedia. Aproximadamente el 60 % de los ingresos de la enciclopedia provienen de operaciones en la página web de las cuales el 15 % son de suscripciones a la propia página web.
Los artículos son accesibles en internet gratuitamente pero este acceso gratuito únicamente permite visualizar las primeras líneas de cada artículo. A principios de 2007, Britannica empezó a hacer que los artículos fuesen completamente accesibles si estaban enlazados desde alguna otra página web debido a que este tipo de enlaces externos mejoran la posición del artículo en los motores de búsqueda de internet.
El 3 de junio de 2008, se anunció una iniciativa que permitía y facilitaba la colaboración entre expertos en los temas a tratar y expertos en temas en línea para desarrollar el contenido de Britannica en su página web, todo ello bajo un control por parte del personal de la enciclopedia. Se reconocería a los autores de las contribuciones pero su publicación da una licencia perpetua e irrevocable a Encyclopædia Britannica, Inc. sobre esas contribuciones El 22 de enero de 2009, el presidente de Britannica, Jorge Cauz, anunció que la compañía aceptaría ediciones y añadidos en su enciclopedia en línea por parte del público en general aunque como condición se exige un registro con nombre real y la dirección del contribuyente. Todas las ediciones y aportaciones son revisadas y tienen que ser aprobadas por el personal profesional de la compañía. Este tipo de contribuciones, las de los usuarios no académicos, se encontrarán en una sección aparte del contenido aportado por los expertos contratados por Britannica, de la misma manera que serán clasificadas las contribuciones por partes de expertos ajenos a la empresa. Los artículos creados e iniciados por usuarios, después de ser revisados y aprobados, también serán solo accesibles en una sección especial de la web, separada de los artículos generados por los profesionales contratados para ello. El material oficial de Britannica llevará un sello en el que diga Britannica checked para diferenciarlo del material aportado por los usuarios de la web. A pesar de todas las aportaciones de contenido que pudiera haber por este medio, la edición impresa de la enciclopedia no se verá afectada.
El 13 de marzo de 2012, la Enciclopedia anunció en su página web que dejaba de editarse en papel, tras 244 años. La edición de 2010 fue la última impresa, de la que se han vendido únicamente 8000 ejemplares en todo el mundo. En adelante se centrarán en la edición web de la enciclopedia.

## Personal y dirección

### Colaboradores
La versión impresa de 2007 cuenta con 4411 colaboradores, muchos de ellos eminencias en sus respectivos campos, como por ejemplo el Premio Nobel de Economía Milton Friedman, el astrónomo Carl Sagan y el cirujano Michael DeBakey. Aproximadamente, un cuarto del total de colaboradores han fallecido en la actualidad, mientras que otro cuarto están retirados o son eméritos.
La mayoría (aproximadamente el 98 %) contribuyen a un único artículo; sin embargo, en esta edición de 2007, 64 lo hacen en tres, 23 en cuatro de ellos, 10 aportan en cinco artículos y 8 en más de cinco. Cabe destacar una colaboradora especialmente prolífica, la doctora Christine Sutton, de la Universidad de Oxford, que aporta en 24 artículos relacionados con Física de partículas.

### Plantilla
Dale Hoiberg, un sinologista, es Vicepresidente Senior y redactor jefe de Britannica. Entre sus predecesores como redactor jefe se encuentran Hugh Chisholm (1902-1924), James Louis Garvin (1926-1932), Franklin Henry Hooper (1932-1938), Walter Yust (1938-1960), Harry Ashmore (1960-1963), Warren E. Preece (1964-1968, 1969-1975), Sir William Haley (1968-1969), Philip W. Goetz (1979-1991), y Robert McHenry (1992-1997). Anita Wolff y Theodore Pappas son los actuales segundo editor y editor ejecutivo respectivamente. Algunos editores ejecutivos anteriores fueron John V. Dodge (1950-1964) y Philip W. Goetz.
La enciclopedia mantiene una plantilla editorial de cinco editores sénior y nueve editores asociados, supervisados por Dale Hoiberg y otras cuatro personas. El personal editorial también ayuda en la construcción de artículos en la Micropædia y en algunas secciones de la Macropædia.

### Consejeros editoriales
Britannica tiene un consejo editorial de consulta, en el cual están incluidos 12 distinguidas eminencias:
- el autor Nicholas Carr,
- la profesora de historia de las religiones Wendy Doniger,
- el economista político Benjamin M. Friedman,
- el presidente emérito del Council on Foreign Relations, Leslie H. Gelb,
- el científico informático David Gelernter,
- el Premio Nobel de Física Murray Gell-Mann,
- el presidente de Carnegie Corporation de Nueva York Vartan Gregorian,
- el filósofo Thomas Nagel,
- el científico cognitivo Donald Norman,
- el musicólogo Don Michael Randel,
- Stewart Sutherland, Barón Sutherland de Houndwood, presidente de la Royal Society of Edinburgh, y
- el antropólogo cultural Michael Wesch.

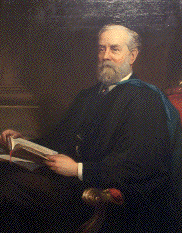
Retrato de Thomas Spencer Baynes, editor de la novena edición. Pintado en 1888, se encuentra ahora en la sala "Senate" de la Universidad de St. Andrews en Escocia.

### Estructura Corporativa
En enero de 1996, la Britannica perteneciente a la Benton Foundation fue comprada por el multimillonario financiero suizo Jacqui Safra, quien se desempeña como actual presidente de la junta. En 1997, Don Yannias, asociado desde hace mucho tiempo y asesor de inversiones de Safra, se convirtió en CEO de la Encyclopædia Britannica, Inc. Una nueva compañía, Britannica.com Inc. se separó en 1999 para desarrollar la versión digital de la Britannica; Yannias asumió el papel de CEO de la nueva compañía, mientras que la Encyclopædia Britannica, Inc. permaneció vacante durante dos años. La permanencia de Yannia en Britannica.com Inc. fue marcada por errores, muchos despidos y pérdidas financieras. En 2001, Yannias fue reemplazado por Ilan Yeshua, que reunió a los dirigentes de las dos compañías. Yannias más tarde regresó a la gestión de inversiones, pero permanece en la Junta de Directores de Britannica.
En 2003, el exconsultor de gestión Jorge Cauz fue nombrado presidente de la Encyclopædia Britannica, Inc. Cauz es el ejecutivo principal e informa directamente a la Junta de Directores de Britannica. Cauz ha estado buscando alianzas con otras empresas y ampliar la marca Britannica a los nuevos productos educativos y de referencia, continuando con la estrategia iniciada por el ex director general Elkan Harrison Powell en la década de 1930.
Bajo la propiedad de Safra, la compañía ha experimentado dificultades financieras, y ha respondido al reducir el precio de sus productos y la aplicación de drásticos recortes de costos. Según un informe de 2003 en el New York Post la administración de Britannica ha eliminado los empleados 401(k) y fomentado el uso de imágenes de forma gratuita. Estos cambios han tenido efectos negativos, como colaboradores independientes que han esperado hasta seis meses para los controles y el personal de britannica ha pasado años sin aumentos salariales.
Encyclopædia Britannica, Inc. ahora es dueño de marcas registradas sobre las palabras Britannica, Encyclopædia Británica, Macropædia, Micropædia y Propædia, así como en su logotipo cardo. Ha ejercido sus derechos de marca tan recientemente como en 2005.

## Competencia
Como la Britannica es una enciclopedia en general, no busca competir con las enciclopedias especializadas, tales como la Enciclopedia de las matemáticas y el Diccionario de la Edad Media, que puede dedicar mucho más espacio para sus temas elegidos. En sus primeros años, el principal competidor de la Britannica fue la enciclopedia general de Ephraim Chambers y, poco después, la Enciclopedia de Rees y la Enciclopedia Metropolitana de Coleridge. En el siglo XX, los competidores exitosos incluyen Enciclopedia Collier, la Enciclopedia Americana, y la World Book Encyclopedia. Sin embargo, a partir de la 9.ª edición, la Britannica fue ampliamente considerada poseedora de la mayor autoridad en general de cualquier enciclopedia de idioma inglés, sobre todo debido a su amplia cobertura y autores eminentes. La versión impresa de la Britannica es significativamente más cara que sus competidores.
Desde principios de 1990, la Britannica se ha enfrentado a nuevos retos de las fuentes de información digital. La Internet, facilitado por el desarrollo de motores de búsqueda, se ha convertido en una fuente común de información para muchas personas, y ofrece fácil acceso a fuentes confiables y opiniones de expertos, en parte gracias a iniciativas como Google Libros, el lanzamiento del material educativo de la MIT y PubMed Central de la Biblioteca Nacional de Medicina. En general, Internet tiende a proporcionar una cobertura más actualizada que la prensa escrita, debido a la facilidad con que puede conseguirse material en Internet actualizado. En los campos rápidamente cambiantes, como la ciencia, la tecnología, la política, la cultura y la historia moderna, la Britannica ha luchado para mantenerse al día, un primer problema analizado de forma sistemática por su exeditor Walter Yust. A pesar de que la Britannica se encuentra disponible tanto en formato multimedia como en Internet, su supremacía está siendo desafiada por otras enciclopedias en línea, como Wikipedia.

### Enciclopedias impresas
La Enciclopedia Británica ha sido comparada con enciclopedias de impresión, tanto cualitativa como cuantitativamente. Una comparación muy conocida es la de Kenneth Kister, quien hizo una comparación cualitativa y cuantitativa de la Enciclopedia Británica, con dos enciclopedias comparables, la Enciclopedia Collier y la Enciclopedia Americana. Para el análisis cuantitativo, diez artículos fueron seleccionados al azar (la circuncisión, Charles Drew, Galileo, Philip Glass, enfermedades del corazón, inteligencia, oso panda, el acoso sexual, Sudario de Turín y Uzbekistán) y las calificaciones en letras de la A, D o F se otorgaron en cuatro categorías: cobertura, precisión, claridad y novedad. En las cuatro categorías y para las tres enciclopedias, los cuatro grados promedio se redujo entre B- y B+, principalmente porque ninguna de las enciclopedias publicó un artículo sobre el acoso sexual en 1994. En la categoría de precisión, la Britannica recibió una "D" y siete "A"s, la Enciclopedia Americana recibió ocho "A"s, y Collier recibió una "D" y siete "A"s, por lo que la Britannica recibió una puntuación media de 92 % de precisión, la Americana 95 % y Collier 92 %. La Britannica de 1994 fue criticada por publicar una historia sobre Charles Drew enardecedora, que desde hace mucho tiempo había sido desacreditada. En la categoría de la puntualidad, la Britannica obtuvo un promedio de un 86 %; la Americana, un 90 %; y Collier, 85 %. Después de una comparación cualitativa más profunda de las tres enciclopedias, Kister recomienda la Enciclopedia Collier como la enciclopedia superior, sobre todo en la fuerza de su excelente redacción, presentación equilibrada y de fácil navegación.
La Collier no se halla en forma impresa desde 1998. La Enciclopedia Americana fue publicada por última vez en 2006. La Britannica fue publicada por última vez en 2010.

### Enciclopedias digitales
El competidor más notable de la Britannica entre enciclopedias digitales en CD / DVD-ROM era Encarta, ahora suspendido, una enciclopedia moderna, multimedia que incorpora tres enciclopedias de impresión: Funk & Wagnalls, Collier y el New Merit Scholar. Encarta fue la más vendida de las enciclopedias multimedia, basado en las ventas totales en Estados Unidos desde enero de 2000 a febrero de 2006. Ambos ocuparon la misma gama de precios, con la 2007 Encyclopædia Britannica Ultimate CD o DVD costando US$50 y la Microsoft Encarta Premium 2007 DVD US$45. La Enciclopedia Británica contiene 100 000 artículos y el Diccionario Merriam-Webster y sinónimos (solamente en Estados Unidos), y ofrece ediciones de primaria y secundaria. Encarta contiene 62 000 artículos, un navegador visual fácil de usar, herramientas de mapas interactivos, matemáticas, lenguaje y las tareas escolares, un diccionario de Estados Unidos y el Reino Unido, y una edición de la juventud. Como Encarta, la Enciclopedia Británica ha sido criticada por su sesgo hacia los Estados Unidos; en el Reino Unido los artículos se actualizan con menos frecuencia, los mapas de los Estados Unidos son más detalladas que las de otros países, y carece de un diccionario del Reino Unido. Al igual que la Enciclopedia Británica, Encarta estaba disponible en línea por suscripción, aunque algunos contenidos se podía acceder de forma gratuita.

### Enciclopedias de Internet
Entre las alternativas en línea a la Britannica está Wikipedia, una enciclopedia web con contenido libre. Una diferencia clave entre las dos enciclopedias se encuentra en la autoría de los artículos. Los 699 artículos Macropædia son generalmente escritos por colaboradores que están identificados, y los cerca de 65 000 artículos Micropædia son el trabajo de la redacción y consultores externos que también están identificados. Por lo tanto, un artículo de Britannica o bien tiene una autoría conocida, o bien un conjunto de posibles autores (el equipo editorial). Con la excepción de la redacción, la mayoría de los colaboradores de la Enciclopedia Británica son expertos en su campo (algunos son premiados con el Nobel). Por el contrario, los artículos de Wikipedia son escritos por una comunidad de editores con diferentes niveles de experiencia: la mayoría de los editores no pretenden ninguna experiencia particular, de los que lo hacen, muchos son anónimos y no tienen credenciales verificables. Otra diferencia es el ritmo del cambio del artículo: la Enciclopedia Británica publicado en forma impresa se actualiza cada pocos años, mientras que los artículos de Wikipedia es probable que se actualicen con frecuencia. Robert McHenry, redactor de la Enciclopedia Británica, dijo que Wikipedia no puede aspirar a competir con esta en precisión.
El 14 de diciembre de 2005, en un estudio, la revista Nature escogió los artículos de ambos lugares en una amplia gama de temas y los envió a lo que calificó de «relevante» a expertos en la materia para su revisión. Los expertos comparan los artículos —uno de cada sitio en un determinado tema— al lado del otro, pero no dijeron qué artículo provino de qué sitio. Nature devolvió 42 comentarios útiles de su ámbito de expertos.
Al final, la revista encontró solamente ocho errores graves, como equívocos en general de los conceptos vitales, en los artículos. De ellos, cuatro vinieron de cada sitio. Ellos, sin embargo, descubrieron una serie de errores fácticos, omisiones y declaraciones engañosas. En total, Wikipedia tenía 162 problemas, mientras que en Britannica había 123.
El promedio es de 2.92 errores por artículo de Britannica y 3.86 en Wikipedia. En su detallada refutación de 20 páginas, Encyclopædia Britannica, Inc. caracteriza el estudio publicado en la revista Nature como deficiente y engañoso y pidió una "pronta" retracción. Señaló que dos de los artículos en el estudio fueron tomadas de un anuario de Britannica, y no de la enciclopedia, y otros dos fueron de la Enciclopedia de Compton (llamado la Enciclopedia Britannica Student en el sitio web de la compañía). La réplica llegó a mencionar que algunos de los artículos presentados a los encuestados eran combinaciones de varios artículos, y otros artículos que no eran más que fragmentos, pero fueron sancionados por omisión de hechos. La compañía también señaló que varios hechos clasificados como errores de Nature eran pequeñas variaciones de ortografía, y que varios de sus supuestos errores fueron materia de interpretación. Nature defendió su historia y se negó a retractarse, indicando que, como se compara a Wikipedia con la versión web de la Britannica, que utiliza cualquier material relevante disponible en sitio web de la Enciclopedia Británica.
Entrevistado en febrero de 2009, el director gerente de Britannica, dijo: 

Wikipedia es un sitio divertido de usar y tiene un montón de entradas interesantes allí, pero su enfoque no funcionaría para la Enciclopedia Británica. Mi trabajo es crear en la mentalidad del público una mayor conciencia acerca de las diferencias de nuestros enfoques en lo que respecta a la publicación. Ellos son un cincel, nosotros un taladro, y es necesario tener la herramienta correcta para cada trabajo.
Graham Charlton

## Historial de ediciones
| Edición/suplemento           | Año de publicación | Tamaño                                                                                            | Redactor(es) jefe(s)                                                                                            | Notas |
| ---------------------------- | ------------------ | ------------------------------------------------------------------------------------------------- | --- | --- |
| 1.ª                          | 1768-1771          | 3 volúmenes 2670 páginas 160 láminas                                                              | William Smellie                                                                                                 | Principalmente elaborada por un solo editor, Smellie. 30 de los artículos tienen más de tres páginas de largo. |
| 2.ª                          | 1777-1784          | 10 volúmenes 8595 páginas 340 láminas                                                             | James Tytler | 150 artículos largos. Muchos errores de paginación. Todos los mapas se encontraban dentro del artículo "Geografía". |
| 3.ª                          | 1788-1797          | 18 volúmenes 14 579 páginas 542 láminas                                                           | Colin Macfarquhar y George Gleig                                                                                | Obtuvo una ganancia de £42 000 con la venta de 10 000 copias. Se da introducción a los Símbolos químicos. Contiene la primera dedicación al monarca.                                                                               |
| Suplemento de la 3.ª edición | 1801               | 2 volúmenes 1624 páginas 50 láminas                                                               | George Gleig | Thomas Bonar obtiene los derechos. |
| 4.ª                          | 1801-1809          | 20 volúmenes 16 033 páginas 581 láminas                                                           | James Millar | Por primera vez los autores mantienen el copyright de sus contribuciones. |
| 5.ª                          | 1817               | 20 volúmenes 16 017 páginas 582 láminas                                                           | James Millar | Pérdidas para los herederos de Millar y Andrew Bell; los derechos de la enciclopedia son vendidos a Archibald Constable. |
| Suplemento de la 5.ª edición | 1816-1824          | 6 volúmenes 4933 páginas 125 láminas1                                                             | Macvey Napier                                                                                                   | Se reclutan contribuidores tales como Sir Humphry Davy, Sir Walter Scott y Malthus. |
| 6.ª                          | 1820-1823          | 20 volúmenes                                                                                      | Charles Maclaren                                                                                                | Constable cae en bancarrota el 19 de enero de 1826; Adam Black recuperará los derechos de la Britannica. |
| 7.ª                          | 1830-1842          | 21 volúmenes, 17 101 páginas, 506 láminas, índice de 187 páginas                                  | Macvey Napier, ayudado por James Browne, LLD                                                                    | Se amplía la red de contribuidores famosos, tales como Sir David Brewster, Thomas de Quincey, Antonio Panizzi |
| 8.ª                          | 1853-1860          | 21 volúmenes, 17 957 páginas, 402 láminas; índice de 239 páginas por separado, publicado en 18612 | Thomas Stewart Traill                                                                                           | Varios artículos extensos fueron copiados de la 7.ª edición; 344 contribuidores incluyendo William Thomson |
| 9.ª                          | 1875-1889          | 24 volúmenes, más un volumen de índice                                                            | Thomas Spencer Baynes (1875-1880); luego W. Robertson Smith                                                     | Algunos artículos traídos de la 8.ª edición, pero en su mayoría un trabajo nuevo; muy académica; pirateada de forma extensa en Estados Unidos3                                                                                     |
| 10.ª, suplemento de la 9.ª   | 1902-1903          | 11 volúmenes, más 24 volúmenes de la 9.ª4                                                         | Sir Donald Mackenzie Wallace y Hugh Chisholm en Londres; Arthur T. Hadley & Franklin Henry Hooper en Nueva York | Una sociedad americana compró los derechos el 9 de mayo de 1901; aplica métodos de venta agresivos |
| 11.ª                         | 1910-1911          | 28 volúmenes, más un volumen de índice                                                            | Hugh Chisholm en Londres, Franklin Henry Hooper en Nueva York                                                   | Otro alto nivel académico y de escritura; más artículos que la 9.ª, pero más simples y cortos; el propietario Horace Everett Hooper tiene dificultades académicas; los derechos de la Britannica se venden a Sears Roebuck en 1920 |
| 12.ª, suplemento de la 11.ª  | 1921-1922          | 3 volúmenes, más los 28 volúmenes de la 11.ª5                                                     | Hugh Chisholm en Londres, Franklin Henry Hooper en Nueva York                                                   | Resumía el estado del mundo durante, antes y después de la Primera Guerra Mundial |
| 13.ª, suplemento de la 11.ª  | 1926               | 3 volúmenes, más los 28 volúmenes de la 11.ª6                                                     | James Louis Garvin en Londres, Franklin Henry Hooper en Nueva York                                              | Sustituyó a los volúmenes de la 12.ª; mejor perspectiva de los eventos de 1910-1926 |
| 14.ª                         | 1929-1933          | 24 volúmenes 7                                                                                    | James Louis Garvin en Londres, Franklin Henry Hooper en Nueva York                                              | Publicada justo antes de la Gran Depresión, fue una catástrofe financiera |
| 14.ª revisada                | 1933-1973          | 24 volúmenes 7                                                                                    | Franklin Henry Hooper hasta 1938; luego Walter Yust, Harry Ashmore, Warren E. Preece, William Haley             | La revisión continua empezó en 1936: cada artículo es revisado al menos dos veces cada década |
| 15.ª                         | 1974-1984          | 30 volúmenes 8                                                                                    | Warren E. Preece, luego Philip W. Goetz                                                                         | Introdujo la estructura en tres partes: Micropædia y Macropædia con artículos; Propædia como Esquema de Conocimiento; se elimina el índice separado                                                                                |
| 15.ª                         | 1985-2010          | 32 volúmenes 9                                                                                    | Philip W. Goetz, luego Robert McHenry, actualmente Dale Hoiberg                                                 | Vuelve el índice de dos volúmenes; combina los artículos de la Micropædia y la Macropædia; ligeramente más larga; nuevas versiones cada pocos años                                                                                 |

| Edición de notas 1Suplemento de la cuarta, quinta y sexta ediciones de la Encyclopaedia Britannica. Con disertaciones preliminares sobre la historia de las ciencias. 2 Desde la 8.ª a la 14.ª edición se incluía un volumen de índice separado. 3 La 9.ª edición presentaba artículos de personas notables de la época, como James Maxwell hablando de la electricidad y el magnetismo, y William Thomson (que luego sería Lord Kelvin) hablando del calor. 4 La 10.ª edición incluía un volumen de mapas y un volumen de índice que cubría la 9.ª y 10.ª edición: constituyendo los nuevos volúmenes, en combinación con los volúmenes existentes de la 9.ª ed., la 10.ª ed. … y suministrando también una nueva, distinta, e independiente biblioteca de referencia que trata de los eventos y desarrollos recientes 5 Vols. 30-32 … constituyendo los Nuevos volúmenes, en combinación con los veintinueve volúmenes de la undécima edición, la decimosegunda edición 6 Este suplemento sustituyó al suplemento anterior: constituyendo los tres nuevos volúmenes suplementarios, con los volúmenes de la última edición estándar, la decimotercera edición. 7 Esta edición fue la primera que se mantuvo actualizada por revisión continua (normalmente anual). 8 La 15.ª edición (presentada como "Britannica 3") se publicó en tres partes: una Micropædia de diez volúmenes (que contenía artículos cortos y servía de índice), una Macropædia de 19 volúmenes, y la Propædia. Se reorganizó en 1985 para tener 12 y 17 volúmenes en la Micro- y Macropædia. 9 En 1985, el sistema se modificó añadiendo un índice de dos volúmenes por separado; los artículos de la Macropædia se consolidaron en menos artículos, más grandes (por ejemplo, los artículos de los 50 estados de Estados Unidos, anteriormente separados, se incluyeron en el artículo "Estados Unidos de América"), con algunos artículos de mediana longitud trasladados a la Micropædia. La primera edición en CD-ROM se lanzó en 1994. En ese momento se ofreció también una versión en línea mediante suscripción. En 1999 se ofreció esta última gratis y no aparecieron versiones impresas. Este experimento terminó en 2001, y se lanzó una nueva versión impresa. |

## Británica en los países lusófonos y de lengua castellana
La Barsa, fundada en Brasil en 1949, hoy pertenece al grupo español Planeta. Aunque su contenido sea oriundo de la matriz original, la marca acabó adquiriendo una identidad propia, al punto de tornarse la más importante enciclopedia lusófona. Fue editada en el país sobre los auspicios de la Encyclopaedia Britannica de Brasil Publicações Ltda. En la década de 1970, bajo la dirección del Inmortal de la ABL, Antonio Houaiss, lanzó la Enciclopedia Mirador Internacional

### Productos Barsa
Algunos productos tuvieron corta existencia debido a la evolución tecnológica, como fue el caso de la Videopedia. Dentro de los principales productos de Barsa están:
- Enciclopedia Barsa Universal; compuesta de 18 volúmenes, diez CD-ROM, un DVD y Barsa Saber.
- Enciclopedia Temática Barsa; compuesta de nueve volúmenes y dos CD.
- Barsa Hoobs; dedicado al público infantil, con 12 volúmenes y 12 DVD.

#### La Barsa Universal
Compuesta de tres medios distintos, la enciclopedia posee actualizaciones semanales por Internet, a través de su sitio. Posee un “Consejo Académico” del cual forman parte catorce universidades.
Posee más de 122 000 entradas, de las cuales 500 son desarrolladas para concentrar las informaciones temáticas, ilustrada con más de 10 000 fotografías, 900 dibujos, 500 mapas y 300 tablas.

#### Otros productos
- Enciclopedia Temática Barsa (9 volúmenes, 2 CD); dirigida a estudiantes de nivel básico y medio.
- Valores para la Vida (12 volúmenes); obra que busca transmitir informaciones y valores éticos.
- Linguaphone; curso de idiomas.
- Conjunto Multimedia Barsa del Idioma Portugués; dividida en cuatro volúmenes impresos, contenido 51.731 entradas, además de entradas de sinónimos y antónimos.[97]

#### Barsa Society
La Barsa Society posee diversos lanzamientos en varios medios. Son productos como libros de Derecho, Enciclopedia Multimedia del Cuerpo humano (en 6 CD-ROM), traductores etc.

#### Otros países
La Barsa está presente en varios países de idioma español, como Argentina, Chile, España, México y Venezuela y también en Portugal.